# Myotis martiniquensis
Myotis martiniquensis (LaVal, 1973) è un pipistrello della famiglia dei Vespertilionidi diffuso nei Caraibi.

## Descrizione

### Dimensioni
Pipistrello di piccole dimensioni, con la lunghezza totale tra 75 e 88 mm, la lunghezza dell'avambraccio tra 34,9 e 38,1 mm, la lunghezza della coda tra 34 e 41 mm, la lunghezza del piede tra 7 e 9 mm e la lunghezza delle orecchie tra 12 e 16 mm.

### Aspetto
La pelliccia è corta e lanosa. Le parti dorsali sono marroni, mentre le parti ventrali sono giallo-brunastre con la base dei peli marrone scura. Le orecchie sono lunghe, strette, triangolari e con l'estremità arrotondata. Il trago è lungo, stretto ed affusolato. Le membrane alari sono nerastre e attaccate posteriormente alla base delle dita dei piedi, i quali sono piccoli. La coda è lunga ed inclusa completamente nell'ampio uropatagio, il quale è ricoperto dorsalmente di peli fino all'altezza delle ginocchia. La sottospecie M.m.nyctor è più grande ma con il cranio relativamente più piccolo.

## Biologia

### Comportamento
Si rifugia all'interno delle grotte e negli edifici.

### Alimentazione
Si nutre di insetti.

### Riproduzione
Femmine gravide e che allattavano sono state catturate su Barbados nei mesi di aprile, giugno, luglio e successivamente a fine settembre e primi di ottobre, suggerendo un ciclo riproduttivo non stagionale.

## Distribuzione e habitat
Questa specie è conosciuta sulle isole della Martinica, Grenada e Barbados, nelle Piccole Antille.
Vive nelle foreste e negli insediamenti umani.

## Tassonomia
Sono state riconosciute 2 sottospecie:
- M.m.martiniquensis: Martinica;
- M.m.nyctor (LaVal & Schwartz, 1975): Barbados e Grenada.

Recenti studi filogenetici hanno supportato l'ipotesi che M.m.nyctor sia geneticamente differente e quindi una specie distinta.

## Conservazione
La IUCN Red List, considerato l'areale limitato e la progressiva riduzione della popolazione a causa della perdita del proprio habitat, classifica M.martiniquensis come specie vulnerabile (VU).